# 데릴사위 (드라마)
《데릴사위(ムコ殿)》는 2001년 4월 12일 ~ 2001년 6월 28일까지 후지TV에서 방송된 홈 드라마. 시간은 매주 목요일 밤 10시 ~ 10시 54분까지, 총 12회. 첫회는 15분 연장하여 11시 9분까지 방송하였다. 주연은 나가세 토모야. 평균 시청률 15.3%, 최고 시청률 17.5%를 기록하였다. 드라마가 인기를 얻어 2003년에 《데릴사위 2003》이 제작·방송되었다.

## 개요
평상시는 바보처럼 사람을 향한 뜨거운 마음을 가졌지만, 세상 사람들의 눈에는 쿨하고 멋진 성격을 가진 톱스타 사쿠라바 유이치로우(나가세 토모야). 사귀고 있는 아라이 사쿠라(타케우치 유코)와의 결혼을 하고 함께 살면서, 세상 사람들 눈에 안들키는 방법으로 결정한 것이 데릴사위로 그녀의 집에 들어가는 것. 한 순간 일본 최고의 톱스타 유이치로를 가족으로 맞은 아라이 가(家)와 유이치로가 함께 살면서 벌어지는 좌충우돌 사건을 그린 홈 드라마.

## 캐스팅
사쿠라바 유이치로 ： 나가세 토모야
싱어송라이터. 인기 가수로 ‘안기고 싶은 남자’ 넘버원. 어렸을 때 부친은 증발, 모친은 세상을 떠나 오랫동안 외롭게 살아왔다. 때문에 가족의 따뜻함을 늘 동경한다. 어느 날, 치질로 극비리에 수술을 위해 입원, 그 곳에서 사쿠라를 만나 비밀 교제를 시작했다. 우여곡절 끝에 사쿠라와 결혼하고 가족들에게 인정받기 위해 부단히 노력한다. 결국 그의 진심을 가족 모두가 인정하고 진정한 가족의 일원이 된다.
아라이 사쿠라 ： 타케우치 유코
아라이 집안의 4녀. 밝고 유쾌하고 착한 마음씨. 병원에 입원한 아버지를 병문안 갔다가 그 곳에서 유이치로를 만나 교제를 시작한다. 아라이 집안의 실질적인 살림을 책임지고 있다.
아라이 마스미 ： 우츠이 켄
서예 선생이며 아라이 집안의 가장. 4년 전까지 중학교 교장선생님으로 있었지만, 퇴직 후 집에서 서예교실을 열었다. 네 딸에게 있어서는 고집불통 완고한 아버지이다. 장남과는 의절하였다. 사쿠라의 남편인 사쿠라바를 처음엔 못 미더워 한다.
타케야마 카에데 ： 아키요시 쿠미코
아라이 집안의 장녀로 현재 남편과 별거 중으로 친정에서 지내고 있다. 통신판매회사에서 전화접수 일을 하고 있다. 입이 가볍다.
아라이 아즈사 ： 스즈키 안즈
아라이 집안의 차녀로 직업은 연구원. 식품회사 연구원으로 근무하고 있으며 남성공포증으로 인공수정으로 아들을 낳았다. 정자기증을 통해 츠토무를 낳은 것이라고 말하지만 사실은 대학시절 사랑한 남자의 아들이다.
아라이 사츠키 ： 시노하라 료코
아라이 집안의 셋째 딸로 직업은 라디오 방송국 디렉터. 경제적으로도 정신적으로도 자립한 여성이 되기를 원한다. 현재 스폰서업체 관계자와 불륜에 빠져 있다. 불륜상대의 배신에 의해 캐리어를 잃어버리게 될 위기에 사쿠라바의 도움으로 이겨낸다.
하코자키 오토히코 ： 단타 야스노리
유이치로의 매니저. 천성이 남을 돌보기 좋아하는 성격으로 거기에서 삶의 보람을 느끼는 타입. 과거 데릴사위로 결혼한 적이 있으며 그 결혼에 실패하여 데릴사위에 대해 부정적인 이미지를 가지고 있다.
코미네 타쿠로 ： 츤쿠♂
유이치로가 소속되어 있는 소속사의 사장. 어릴 적 부모를 먼저 떠나보낸 사쿠라바에게 자신의 기타를 선물로 준다. 사쿠라바를 진정 위하는 친형같은 존재이다.
야지마 세이 ： 노무라 히로노부
아라이집안의 장남. 아버지와 의절한 후 사진잡지 카메라맨로 활동. 의절했다고는 하지만 아라이집안 사람으로 아라이집안에 관심을 버리지는 않았다. 삐뚤어진 생각으로 사쿠라와 유이치로의 비밀결혼을 잡지에 투고한다.
타케야마 료 ： 아이바 마사키
고교 2년생으로 카에데의 아들. 아빠와 별거중인 엄마와 함께 외갓집에서 살고 있다. 사쿠라바를 성가신 존재라 생각하며 찜찜하게 여긴다. 담임선생님인 토오야마를 좋아하며 토오야마의 비밀을 알아내기 위해 사쿠라바와 함께 패션헬스에 쫓아간다.
토오야마 치즈루 ： 코유키
료의 담임선생님. 아버지의 병원비를 벌기 위해 밤에는 풍속업소에서 일한다. 이를 료에게 들켜버린다.
아라이 츠토무 ： 카미키 류노스케
아즈사의 장남으로 초등학생. 인공수정으로 태어나 아버지의 사랑을 못 받은 공통점으로 유이치로를 아버지처럼 잘 따른다. 친아버지는 외국 유학 후 귀국하여 유명 치아클리닉을 운영하고 있다. 자전거를 못탔는데 사쿠라바와 함께 연습하여 드디어 자전거를 탈 수 있게 된다.
타케야마 타이이치 ： 오카야마 초
카에데의 남편. 현재 별거중.
치하라 츠요시 ： 엔도 켄이치
아즈사의 연구실 동료이다. 지나가는 말로 한마디씩 아즈사에게 조언을 해준다.

## 스태프
- 음악 : 사와다 칸
- 촬영 : 쿠사카 야스시
- 조명 : 후지와라 타케오
- 미술 : 시게마츠 테루히데
- 각본 : 이즈미 요시히로
- 프로듀서 : 쿠리하라 미와코
- 연출 : 키무라 타츠아키, 니시우라 마사키, 쿠보타 테츠지
- 제작사 : 후지 TV

## 관련 음반

### 주제곡
- 松任谷由実 / 7 TRUTHS 7 LIES～ヴァージンロードの彼方で

### 삽입곡
- 사쿠라바 유이치로 / ひとりぼっちのハブラシ

### Original Sound Tracks
- 2001.06.06 발매, 56분 44초.

1. From living room
2. The pink room
3. No need to worry
4. 絆
5. 約束
6. 7TRUTHS 7LIES～ヴァージンロードの彼方で(Instrumental Version)
7. Funny
8. Under a cloud
9. Nostalgie
10. From living room(Orchestra Version)
11. Empty glass
12. Silver egg
13. ひだまり
14. No need to worry(Orchestra Version)
15. 回想
16. 絆(p.f.Solo Version)
17. ひとりぼっちのハブラシ(Orchestra Version)

## 부제·시청률
| 각 화  | 방송일          | 부제                                 | 시청률 | 비고      |
| ------ | --------------- | ------------------------------------ | ------ | --------- |
| 제1화  | 2001년 4월 12일 | 인기 스타의 극비 결혼                | 16.5%  | 15분 연장 |
| 제2화  | 2001년 4월 19일 | 눈물의 결혼식                        | 17.5%  |           |
| 제3화  | 2001년 4월 26일 | 충격의 회견!                         | 14.5%  |           |
| 제4화  | 2001년 5월 3일  | 눈물의 대역전                        | 13.9%  |           |
| 제5화  | 2001년 5월 10일 | 첫사랑의 폭풍!                       | 13.5%  |           |
| 제6화  | 2001년 5월 17일 | 출생의 비밀                          | 14.6%  |           |
| 제7화  | 2001년 5월 24일 | 마침내 폭로!이것이 나의 본모습이다!! | 13.4%  |           |
| 제8화  | 2001년 5월 31일 | 세상에서 가장 애절한 입맞춤          | 15.6%  |           |
| 제9화  | 2001년 6월 7일  | 파파라치                             | 16.0%  |           |
| 제10화 | 2001년 6월 14일 | 체포의 순간                          | 15.0%  |           |
| 제11화 | 2001년 6월 21일 | 이혼                                 | 15.9%  |           |
| 최종화 | 2001년 6월 28일 | 결의                                 | 17.2%  |           |

- 평균 시청률 15.3%(시청률은 관동지방을 기준으로 비디오 리서치에서 조사했다)

## 기타
- 제1화 사쿠라바 유이치로의 콘서트 장면은 나가세 토모야의 그룹인 TOKIO의 라이브 공연장에서 촬영 되었다.
- 역시, 마지막화에 TOKIO의 멤버 죠시마 시게루가 택시 기사 역을 특별 출연하였다.
- 제29회 《일본 TV 드라마 아카데미상》에서 이 작품으로 나가세 토모야는 남우주연상을 수상한다.